# Kaskiaans
Het Kaskiaans was een taal die gesproken werd in de noordelijke bergen en kustgebieden van Anatolië, ergens gedurende het derde millennium v.Chr. De taal is niet-Indo-Europees en grensde qua gebied ruwweg aan het Hattisch.